# Одеський астрономічний календар
«Одеський астрономічний календар» — щорічне видання Одеської обсерваторії для астрономів і любителів астрономії. Містить дані про науково-популярні нариси з різних розділів астрономії і астрофізики та про астрономічні явища наступного року: сонячні та місячні затемнення, видимість Сонця, Місяця та планет, проходження поблизу Землі комет та астероїдів. Вперше видавався в 1919-1924 роках, потім був поновлений у 1999 році.

## Головні редактори
- Орлов Олександр Якович (1919-1924)
- Каретников Валентин Григорович (1999-2019)
- Кошкін Микола Іванович та Рябов Михайло Іванович (від 2020)